# Soft shell
Softshell – grupa tkanin stosowanych do szycia głównie odzieży turystycznej i wspinaczkowej.
Źródłem nazwy jest opozycja do tzw. "hard shella", czyli idei ubioru składającego się z bielizny termoaktywnej, warstwy ocieplającej (np. polaru) i kurtki zewnętrznej z membraną (np. goreteksu). Ta ostatnia warstwa jest wykonana z materiału wytrzymałego mechanicznie, stąd "hard". Przy takim podejściu, warstwa zewnętrzna jest wodoodporna, wiatroodporna i oddychająca. Z reguły jednak oddychalność nie jest zadowalająca w sytuacjach dużego wysiłku.
Softshell może być wodoodporny. Składa się z dwóch warstw, z których pierwsza to wodoodporna membrana, natomiast pod nią znajduje się ocieplający, miękki polar. Dzięki tej konstrukcji softshell jest jednocześnie wiatroodporny, wodoodporny i pozwala na oddychanie. Taka tkanina znajduje zastosowanie jako materiał do oddychających kurtek przeciwdeszczowych, kombinezonów narciarskich, które zapewniają cyrkulację powietrza, chroniąc jednocześnie przed wiatrem na stoku, oraz do lekkich kurtek czy płaszczy. Jest miękki i ma dużo lepszą oddychalność. Istnieje wiele tkanin, które producenci nazywają softshellami. Pierwotna idea softshella zakładała, że będzie to materiał bezmembranowy (np. Pertex), lecz z czasem producenci zaczęli nazywać softshellem także materiały posiadające membranę, co zatarło pierwotną ideę.
W przeciwieństwie do kurtki membranowej, typowa kurtka z materiału softshell w wielu sytuacjach może być noszona samodzielnie, bo jest na tyle gruba, że spełnia też funkcję ocieplającą. Bywają jednak kurtki, które są tak cienkie, jak kurtka membranowa.